# Jardines de Coursiana
Los Jardines de Coursiana (en francés: Les Jardins de Coursiana) es un jardín botánico y arboreto de 6 hectáreas de extensión de propiedad privada, en La Romieu, Francia.

## Localización
Les Jardins de Coursiana 32480 La Romieu, Département de Gers, Midi-Pyrénées, France-Francia.
Planos y vistas satelitales, 43°58′39.72″N 0°29′33.36″E / 43.9777000, 0.4926000
Está abierto todos los días en los meses cálidos del año, pagando una tarifa de entrada.

## Historia
El jardín y arboreto fue creado en 1974 por el eminente botánico francés Gilbert Cours-Darne quien en 1995 recibió el premio "Olivier de Serres" (la más alta distinción de la "Académie d’Agriculture").
Actualmente la finca es propiedad de Véronique y Arnaud Delannoy.
En el año 2000 su colección de Tilia (tilos) con más de 60 taxones fue catalogada como una colección nacional por el Conservatorio de colecciones vegetales especializadas (CCVS).
En el año 2005 todo el conjunto de jardines y arboreto fue designado como un Jardín notable por el Ministerio de Cultura.

## Colecciones
Este jardín botánico alberga:
- Jardín de plantas aromáticas y medicinales fue iniciado en el 2001.
- Jardín inglés,
- Huerto,
- Arboreto alberga unas 700 especies de árboles y arbustos, incluyendo un Quercus robur maduro de 200 años, además de Aesculus californica, Alnus cresmatogyne, Davidia involucrata, Firmiana simplex, Parrotia persica, Sassafras officinalis, Tilia americana nova, Tilia chemnoui, y Tilia henryana.